# Wakizashi
La wakizashi (脇差?) è un'arma bianca manesca del tipo spada del Giappone.

## Descrizione e uso
La wakizashi era solitamente portata dai samurai insieme alla katana. Quando indossate insieme la coppia di spade era detta daishō ("grande e piccola", grande per la katana e piccola per la wakizashi). La lunghezza della lama è compresa tra 1 shaku (30,3 cm) e 2 shaku (60,6 cm). Mentre il samurai poteva (a volte) riporre la sua katana, per esempio in caso di visite ufficiali, egli non si separava mai dalla wakizashi, che veniva chiamata "la guardiana dell'onore".
La coppia di spade veniva portata dal samurai infilandole nella cintura: la katana al fianco sinistro, e la wakizashi davanti al ventre (hara, sede dell'anima per i giapponesi). Da qui il concetto di "guardiana dell'onore", che spiega anche perché i samurai si tagliassero il ventre per suicidarsi. Veniva anche utilizzata dal samurai per suicidarsi (seppuku) ma solamente nei casi di assenza del più pratico e usato, per questo tipo di funzione, coltello (tantō).